# Saint-Paul (Corrèze)
Saint-Paul è un comune francese di 224 abitanti situato nel dipartimento della Corrèze nella regione della Nuova Aquitania.

## Società

### Evoluzione demografica
Abitanti censiti